# Satellietpartij
Satellietpartijen waren gedurende de tweede helft van de twintigste eeuw politieke partijen in Mexico die als 'satellieten' van de Institutioneel Revolutionaire Partij (PRI) dienden.
Van 1929 tot 2000 regeerde de PRI Mexico haast als een eenpartijstaat. Door enkele, meestal linkse partijen, te tolereren creëerde de PRI een schijn van democratie. Deze partijen steunden bij verkiezingen de presidentskandidaat van de PRI, en in ruil daarvoor kregen ze enkele zetels in de kamer van afgevaardigden. Het werd getolereerd wanneer satellietpartijen het op specifieke onderwerpen niet eens waren met de PRI, zolang ze het politieke systeem maar niet bekritiseerden.
De voornaamste satellietpartijen waren:
- Authentieke Partij van de Mexicaanse Revolutie (Partido Auténtico de la Revolución Mexicana, PARM)
- Socialistische Volkspartij (Partido Popular Socialista, PPS)
- Partij van het Cardenistisch Front van Nationale Wederopbouw, (Partido del Frente Cardenista de Reconstrucción Nacional, PFCRN)

In 1988 verbraken veel satellietpartijen de banden met de PRI om Cuauhtémoc Cárdenas te steunen. Sindsdien zijn de partijen ofwel opgegaan in andere partijen, ofwel zo klein geworden dat ze geen politieke betekenis meer hebben ofwel verdwenen. Desalniettemin bestaan vanwege de strikte Mexicaanse kieswet nog steeds kleine partijen die doorgaans allianties aangaan met grotere partijen. De Mexicaanse kieswet schrijft voor dat partijen die bij parlementsverkiezingen minder dan 2% van de stemmen weten te halen hun erkenning verliezen. Om dit risico te vermijden gaan veel kleine partijen tijdens verkiezingen een alliantie aan met een grotere partij. De meest gebruikelijke verbindingen zijn:
- De Nationale Actiepartij (PAN) die wordt gesteund door de Nieuwe Alliantie (PANAL).
- De Partij van de Democratische Revolutie (PRD) die wordt gesteund door de Partij van de Arbeid (PT) en de Partij van de Burgerbeweging (Convergentie).
- De Institutioneel Revolutionaire Partij (PRI) die wordt gesteund door de Groene Ecologische Partij van Mexico (PVEM).